# François Anguier
François Anguier  (Eu, c. 1604 — Paris, 1669) foi um escultor francês.

## Biografia

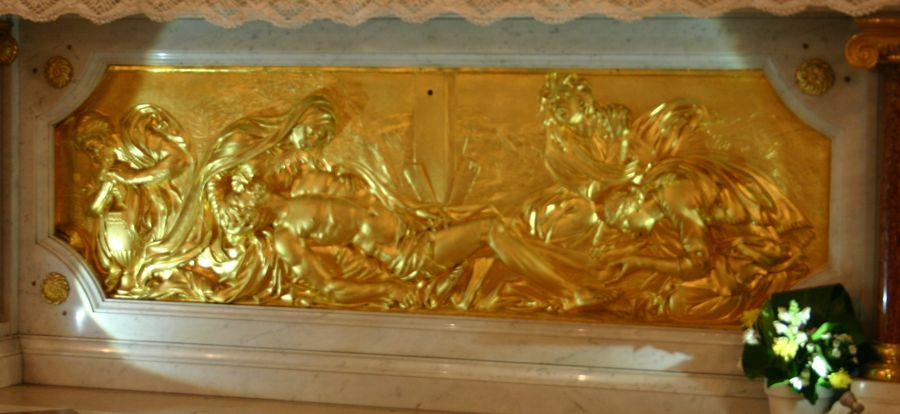
Deposição da Cruz, na igreja Saint-Pierre-Saint-Paul (fr:) de Rueil-Malmaison.

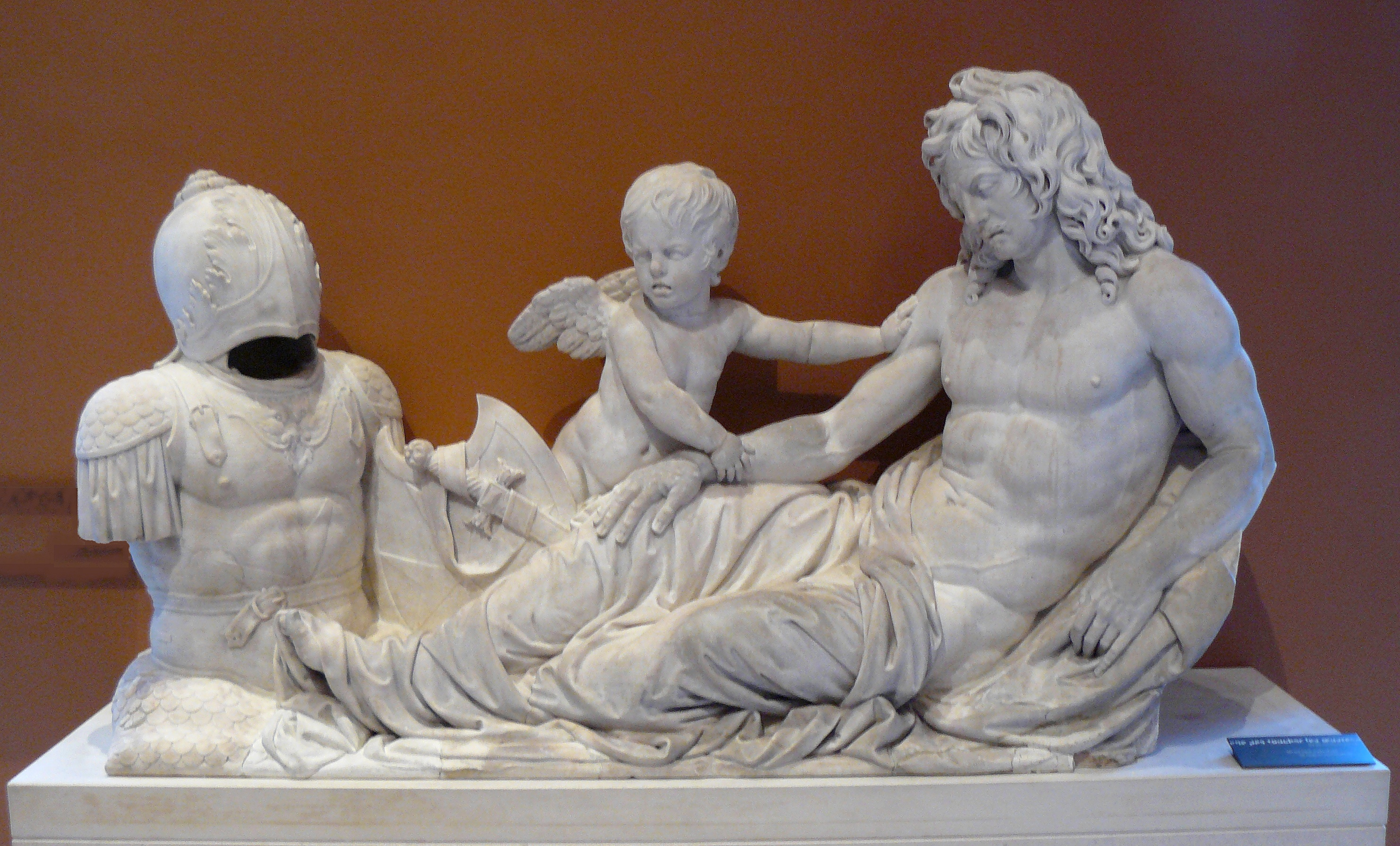
Monumento funerário para Jacques de Souvré.

François Anguier ingressou como aprendiz em 1621 no estúdio do escultor Martin Caron em Abbeville. Estabeleceu-se em Paris aproximadamente em 1628, trabalhando, sob a direção de Simon Guillain no retábulo da igreja das Carmelitas, próxima ao jardim de Luxemburgo.
Partiu então para a Inglaterra. Com seu irmão mais novo, Michel Anguier, também escultor, se mudou para Roma em 1641 e frequentaram os estúdios de Alessandro Algardi e de François Duquesnoy. De volta à França em 1643, se juntou ao seu irmão em Moulins, Allier, onde então trabalhou no mausoléu do último dos Duques de Montmorency, Henrique II.
Inspirado em sua experiência do tempo que viveu em Roma, François Anguier desenvolveu um estilo barroco, ainda que menos ardente do que o de Bernini, porém, mais adequado ao gosto do espírito francês.

## Obras
- Túmulo de Montmorency (1649-1652), Moulins (Allier) , Capela da Escola Secundária de Banville.
- Monumento funerário do coração de duque Henrique I de Longueville (1564-1593)  , mármore, pedra e bronze dourado, Paris, Museu do Louvre
- Efígie funerária de Jacques de Souvré (1600-1670) , mármore, Paris, Museu do Louvre
- Monumento funerário de Jacques-Auguste de Thou (1553-1617)  , mármore, pedra e bronze, Paris, Museu do Louvre
- Deposição da Cruz, Igreja de São Pedro e São Paulo em Rueil Malmaison , altar mor, 1667, esta decoração em baixo-relevo foi destinada à igreja de Val-de-Grâce em Paris
- Em colaboração com o fundidor Henri Perlan (1604-1669), Les Sacrifiantes (1642), relevo em bronze, Paris, Museu do Louvre

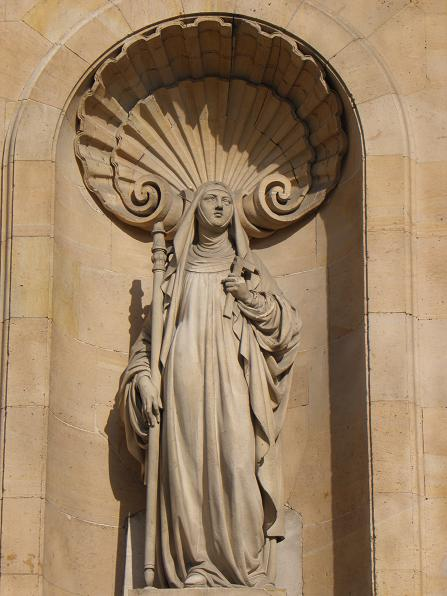
Santa Escolástica (Igreja do Val de Grâce)
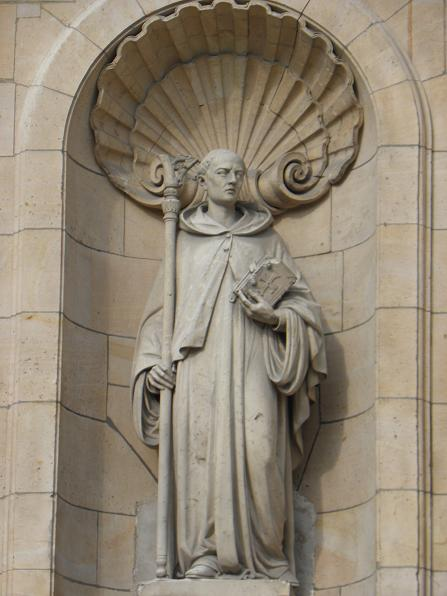
São Bento de Núrsia (Igreja do Val de Grâce)